# 바르셀로나 전기전력회사

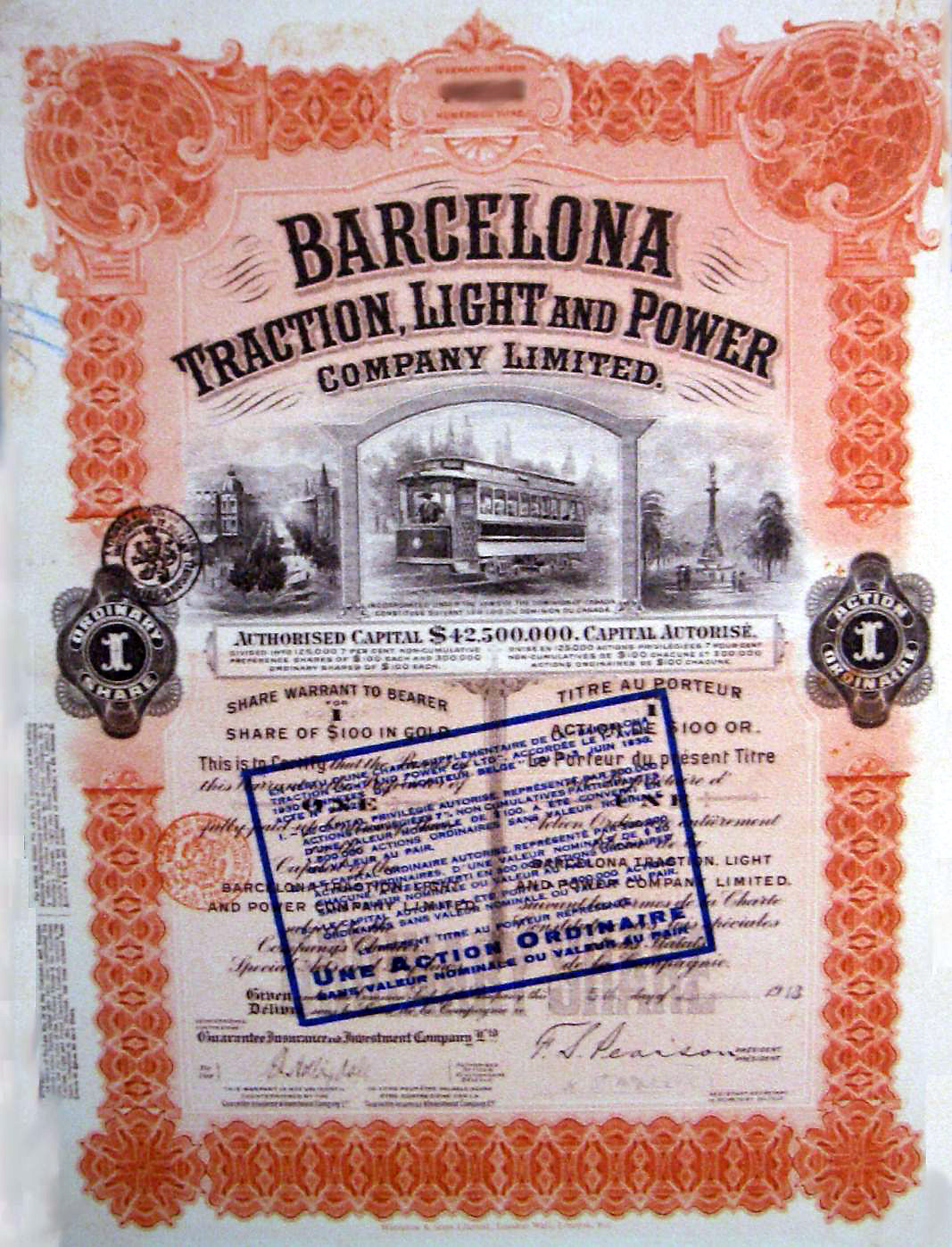

바르셀로나 전기전력회사(Barcelona Traction)는 1911년 캐나다법에 의해 토론토에서 설립된 회사다. 그러나 사업활동은 주로 스페인에서 전력관련 사업을 하였고 제1차 세계대전 이후 주식의 대부분을 벨기에 국민이 소유하고 있었다. 그런데 1936년에 일어난 스페인 내전으로 그동안 발행한 회사채에 대한 이자 지급이 곤란하게 되었고, 1948년 스페인의 사채권자(社債權者)는 이 회사가 사채이자(社債利子)를 지급하지 못한 것을 이유로 스페인 지방법원에 제소하여 회사에 대한 파산선고를 받았다. 선임된 파산관재인에 의해 재외회사주식의 무효를 선언하는 등 일련의 조치를 통해 이 회사는 완전히 스페인화 됐다. 이러한 조치는 회사주식의 대부분을 소유하고 있던 벨기에 국민에게 막대한 손실을 안겨 주었다. 벨기에 정부는 이 회사의 주주인 자국국민이 스페인의 국제위법행위에 의해 입은 손해를 배상 받기 위하여 1970년 이 사건을 국제사법제판소(ICJ)에 제소했다.

## 재판의 의의
국제법의 주요 판례이다. 외교적 보호권과 관련하여 회사의 국적 문제를 주요 논점으로 하고 있다. ICJ는 부수의견을 통해 국가의 의무 중 국제공동체 전체에 대한 의무(대세적 의무: obligation erga omnes)와 개별 타국에 대한 의무를 구별하였다. (ICJ 1970)

## 같이 보기
- 국제사법재판소 사건 목록